# Dipsas maxillaris
Espèce
Synonymes
- Leptognathus maxillaris Werner, 1909

Statut de conservation UICN

 DD  : Données insuffisantes
Dipsas maxillaris  est une espèce de serpents de la famille des Dipsadidae.

## Répartition
Cette espèce est endémique du Tabasco au Mexique.

## Description
L'holotype de Dipsas maxillaris mesure 335 mm dont 70 mm pour la queue.

## Publication originale
- Werner, 1910 "1909" : Neue oder seltenere Reptilien des Musée Royal d'Histoire Naturelle de Belgique im Brüssel. Zoologische Jahrbucher. Abteilung fur Systematik, Geographie und Biologie der Tiere, vol. 28, p. 263-288 (texte intégral).